# Krume (Backware)

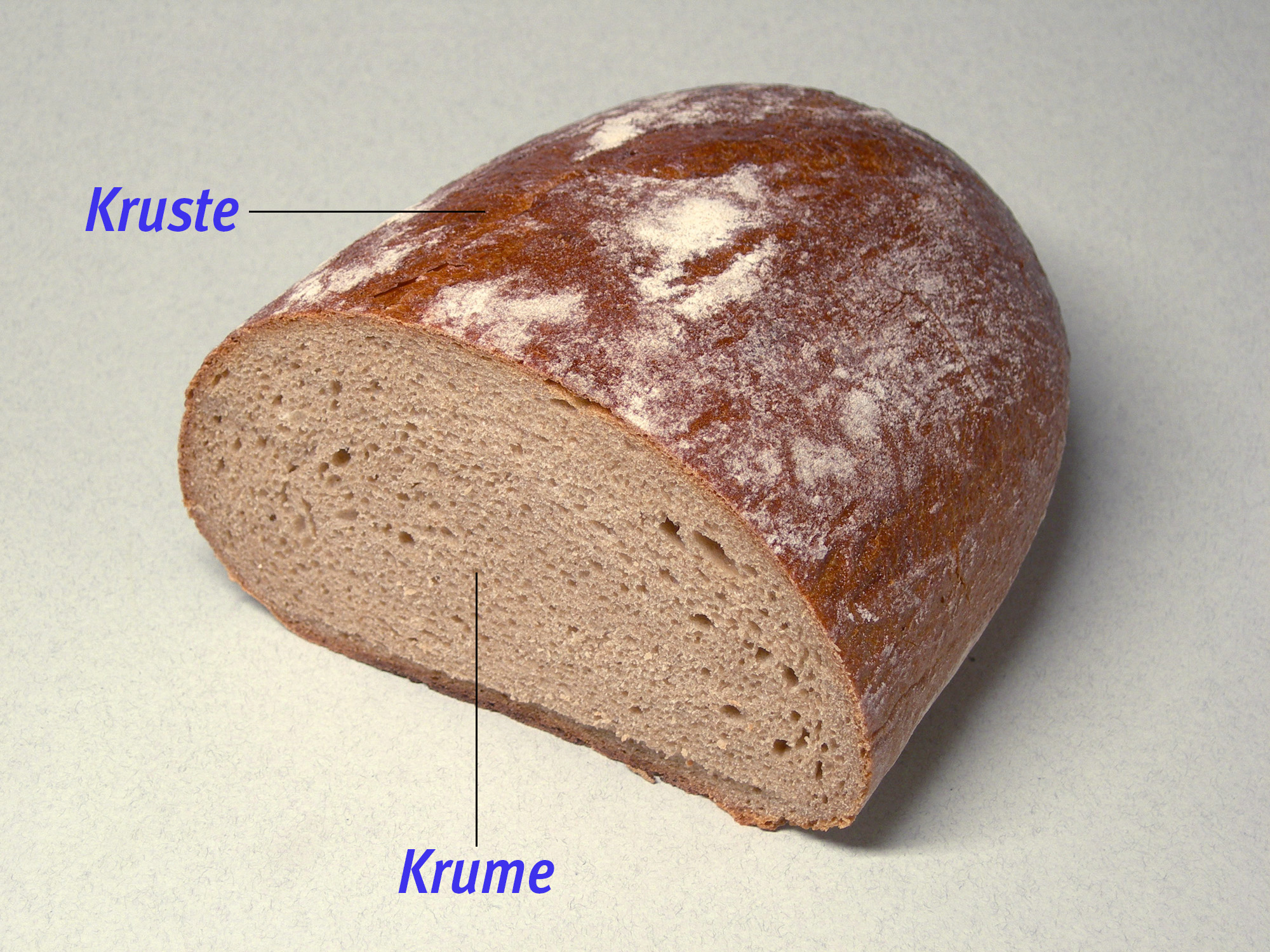
Unterschied zwischen Krume und Kruste

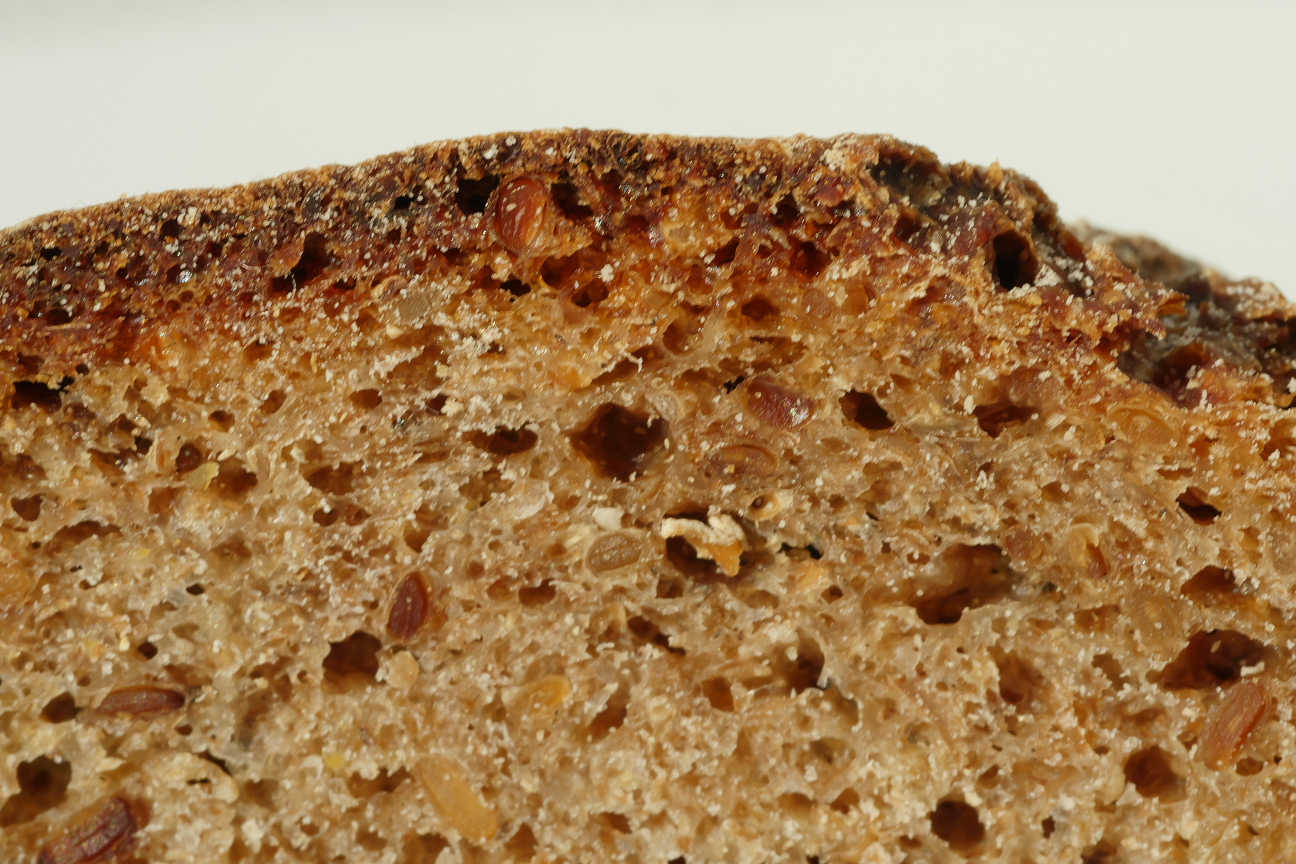
Porige Krume bei einem angeschnittenen Brot aus Roggenvollkornmehl, die oben von der dunkleren Brotkruste abgeschlossen wird.

Als Krume (österreichisch: Schmolle) wird das Innere von Backwaren bezeichnet. Die wesentlichsten Eigenschaften der Krume sind Struktur, Elastizität, Geruch und Geschmack. Diese sind abhängig
- von der Teigführung
- von der Art der Teiglockerung
- von der Art des Backvorgangs
- von der Kruste
- und von den Backzutaten.[1]

Die Eigenschaften der Krume sind für die Beurteilung der Qualität eines Gebäckes wesentlich. Sie kann nach Elastizität, Schnittfestigkeit und sensorischen Eigenschaften, wie Kaueigenschaften oder Mundgefühl beurteilt werden – Eigenschaften, die durch Mängel und Brotkrankheiten beeinflusst sein können. Anhand der Elastizität kann der Frischestand beurteilt werden. Die Anforderungen der Krumeneigenschaften sind vom Produkt abhängig. So ist zum Beispiel die Krumenelastizität ein Faktor zur Beurteilung der Backfähigkeit von Roggenmehlen in Verbindung mit Sauerteig. Während beispielsweise für ein Baguette eine weiche und unruhige Krume angestrebt wird, gilt dies nicht für einen Stollen oder ein rustikales Vollkornbrot.
Geschmack und Aroma der Krume werden nicht nur von den Zutaten beeinflusst. Bei Brot und Brötchen beeinflusst die Brotkruste diese Faktoren wesentlich. In der Kruste werden geschmacksbestimmende Stoffe in der Maillard-Reaktion sowie helle und dunkle Dextrine gebildet. Beim Erkalten des Gebäckes entsteht ein Unterdruck, wodurch diese Aromastoffe teilweise in die Krume übergehen.